# 媽咪愛
媽咪愛是上恩資訊股份有限公司旗下的母嬰社群電子商務平台，在2012年於台灣創立。以提供新生兒、學齡前兒童以及全家人所需的商品為主要特色，同時也有育兒專欄、討論區等內容提供新手爸媽討論、使用。

## 歷史
2012年創辦人張瑜珊Alice Chang從美國Google離開，回台不久後成為新手媽媽，有幫小孩買保險的需求，而創立MY83保險網 （页面存档备份，存于），在MY83保險網粉絲團的基礎上，漸漸變成育兒資訊交流、及育兒用品的推薦等， 最後發展成母嬰用品的團購，也是媽咪愛的前身。
媽咪愛的手機端用戶佔比有7成以上。APP 在台灣、香港，以及澳門曾獲 Apple Store 及 Google Play 評定為「最佳新APP」。